# Dietmar Schütze

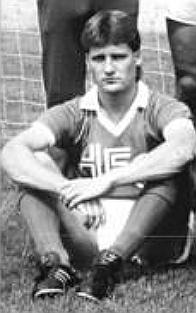
Schütze 1988 beim HFC

Dietmar Schütze (* 19. Oktober 1962) war Fußballspieler in der DDR-Oberliga. In der höchsten Spielklasse des DDR-Fußballverbandes spielte er für den Berliner FC Dynamo und den Halleschen FC Chemie. Mit dem BFC Dynamo wurde Schütze DDR-Meister.

## Sportliche Laufbahn
Schütze startete seine Laufbahn als Fußballspieler bei Motor/Vorwärts Oschersleben. Anschließend spielte er bis 1982 bei Einheit Wernigerode, zuletzt in der zweitklassigen DDR-Liga. Nach seiner Schulausbildung absolvierte er eine Lehre zum Elektromonteur.
Zur Saison 1982/83 gehörte Schütze zum Aufgebot des DDR-Meisters Berliner FC Dynamo (BFC), wo er einen dreijährigen Polizeidienst absolvierte. Am 25. August 1982 erhielt er seine erste Bewährungsprobe in der Oberliga, als er in der Partie des 2. Spieltages Hansa Rostock – BFC (0:4) in der 70. Minute eingewechselt wurde. Nach zwei weiteren Kurzeinsätzen am 3. und 4. Spieltag verzichtete Trainer Bogs auf weitere Nominierungen des knapp 20-Jährigen, der im weiteren Saisonverlauf mit der Mannschaft BFC II in der drittklassigen Bezirksliga Berlin spielte. Für 1983/84 wurde Schütze, der mit seinen drei Oberligaeinsätzen in den Statistiken als Mitglied der Meistermannschaft 1982/83 geführt wird, offiziell für die 2. BFC-Mannschaft gemeldet. Mit ihr erkämpfte er die Bezirksmeisterschaft und den Aufstieg in die DDR-Liga. Auch in der Spielzeit 1984/85 wurde der 1,75 m große Schütze wie schon in der vorherigen Saison ausschließlich in der 2. Mannschaft eingesetzt.
Im Mai 1985 wurde Schütze aus dem Polizeidienst entlassen und schied bei BFC aus. Er schloss sich dem DDR-Liga-Aufsteiger Stahl Walzwerk Hettstedt an, stieg mit der Mannschaft aber nach einem Jahr in die Bezirksliga Halle ab. Dort bestritt er noch die Saison 1986/87 für die Hettstedter, wechselte danach aber wieder in die DDR-Liga, zum Aufsteiger Stahl Thale. Dort spielte er jedoch nur vier Spieltage lang, danach wurde er vom Oberligisten Hallescher FC Chemie (HFC) übernommen, der Schütze anlässlich eines Freundschaftsspiels gegen Thale entdeckt hatte.
Schütze wurde sofort vom 5. Spieltag an in der Oberligamannschaft als Ersatz für die verletzten Lutz Schülbe und Martin Trocha als Stürmer eingesetzt und absolvierte bis zur Winterpause alle neun Punktspiele. Nach dem Schülbe und Trocha in der Rückrunde wieder zur Verfügung standen, kam Schütze für den Rest der Saison nur noch zu acht Kurzzeiteinsätzen. Obwohl er von den 26 Punktspielen nur 17 Partien bestritten hatte, wurde er zusammen mit Uwe Machold mit sechs Treffern bester HFC-Schütze. Auch in der Saison 1988/89 kam Schütze nicht über die Rolle eines Ergänzungsspielers hinaus und bestritt bereits am 14. Spieltag sein letztes Oberligaspiel für die Hallenser. Es war sein 27. Erstligaspiel für den HFC, siebenmal war er als Torschütze erfolgreich gewesen.
Zusammen mit zwei weiteren HFC-Ersatzspielern wechselte Schütze zur Saison 1989/90 zurück zu Stahl Thale in die DDR-Liga. Dort entwickelte er sich zum Torjäger, erzielte als Torschützenkönig 20 der 48 Tore seiner Mannschaft. Später schloss sich Schütze der TSG Bad Harzburg an, wo er unter anderem auch als Co-Trainer wirkte.